# Menyétformák

A menyétformák (Mustelinae) az emlősök (Mammalia) osztályának a ragadozók (Carnivora) rendjébe, ezen belül a menyétfélék (Mustelidae) családjába tartozó alcsalád. 
Korábban a vidrákat leszámítva sok más menyétfélét, például a nyesteket, a borzokat és a zorillaformákat is ide sorolták, ezektől azonban az alcsalád parafiletikus volt. 

## Rendszerezés
Az alcsalád az alábbi nemeket és fajokat foglalja magában.
- Mustela (Linnaeus, 1758) – 15 vagy 17 faj [1]
- Cryptogale alnem, 1 faj
  - csíkoshátú menyét (Mustela strigidorsa) Gray, 1855
- Flavogaster alnem, 1 faj
  - sárgahasú menyét (Mustela kathiah) Hodgson, 1835
- Kolonocus alnem, 2 faj
  - szibériai görény vagy szibériai menyét (Mustela sibirica) Pallas, 1773
  - japán görény vagy japán menyét (Mustela itatsi) Temminck, 1844 - korábban a szibériai görény alfajának tekintették

- Mustela alnem – 4 faj
  - eurázsiai menyét (Mustela nivalis) Linnaeus, 1766
  - hermelin (Mustela erminea) Linnaeus, 1758
  - amerikai hermelin (Mustela richardsoni) Bonaparte, 1838
  - Haida-szigeti hermelin (Mustela haidarum) Preble, 1898
- Neoputorius alnem, 1 faj
  - feketelábú görény (Mustela nigripes) (Audubon & Bachman, 1851)
- Oreogale alnem, 2 faj
  - hegyi menyét (Mustela altaica) Pallas, 1811
  - jávai görény vagy jávai menyét (Mustela lutreolina) Robinson & Thomas, 1917
- Palaeovison alnem, 1 faj
  - európai nyérc (Mustela lutreola) (Linnaeus, 1761)
- Pockockictis alnem, 1 faj
  - maláj menyét (Mustela nudipes) Desmarest, 1822

- Putorius alnem – 2 vagy 3 faj
  - közönséges görény (Mustela putorius) Linnaeus, 1758
    - vadászgörény (Mustela putorius furo) - egyes rendszerekben különálló fajként kezelik

  - molnárgörény (Mustela eversmannii) Lesson, 1827

- Incertae sedis
  - egyiptomi menyét (Mustela subpalmata) Hemprich & Ehrenberg, 1833

- Neogale (J. E. Gray, 1865) – 5 faját korábban a Mustela és a Neovison nemekbe sorolták; [2][3]
  - amazonasi menyét (Neogale africana) Desmarest, 1800
  - kolumbiai menyét (Neogale felipei) Izor & de la Torre, 1978
  - hosszúfarkú menyét (Neogale frenata) Lichtenstein, 1831
  - tengeri nyérc (Neogale macrodon) - kihalt

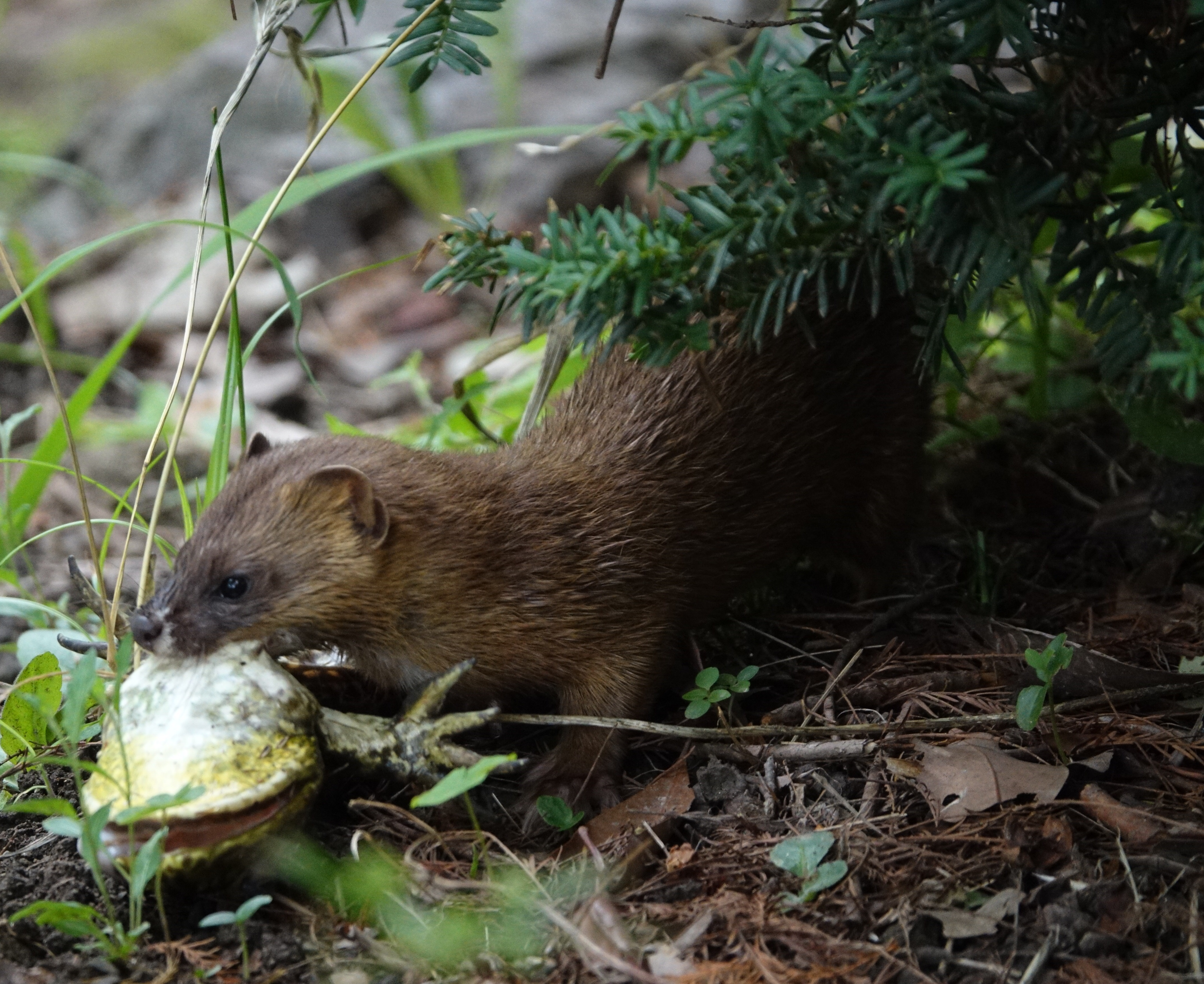
Japán görény (Mustela itatsi) békával

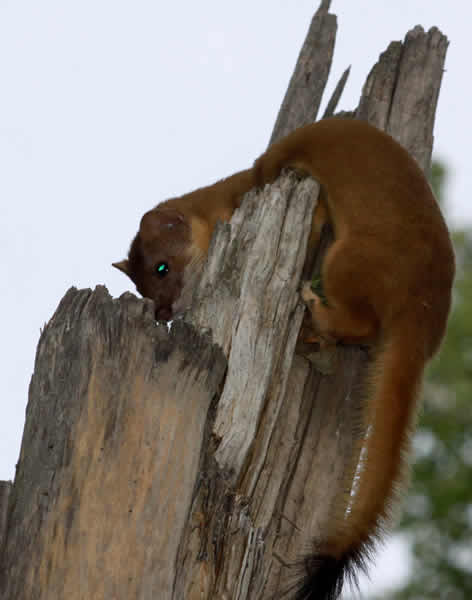
Hosszúfarkú menyét (Neogale frenata)

  - amerikai nyérc (Neogale vison)